# Ernst Heinsen
Ernst Heinsen (* 23. Februar 1924 in Nürnberg; † 7. Januar 2013) war ein deutscher Jurist und Hamburger Politiker (SPD). Von 1966 bis 1974 gehörte er dem Senat der Freien und Hansestadt Hamburg als Justizsenator sowie als Bevollmächtigter Hamburgs beim Bund an.

## Leben
Der Enkel des von den Nationalsozialisten abgesetzten Nürnberger Oberbürgermeisters Hermann Luppe wuchs seit seinem zehnten Lebensjahr in Hamburg auf, wo er 1942 das Abitur ablegte und – nach Kriegsdienst und Gefangenschaft – 1946 ein Jurastudium begann. Während des Studiums engagierte er sich im Sozialistischen Deutschen Studentenbund (SDS) und wirkte unter seinem Mentor Helmut Schmidt 1947/48 als Bundessekretär. 
Nach Promotion und zweitem juristischen Staatsexamen (1953) war Heinsen zunächst als Prokurist in einer Wirtschaftsprüfungs- und Steuerberatungsgesellschaft tätig und ließ sich anschließend als Rechtsanwalt nieder. 
1966 wurde er in den Hamburger Senat gewählt und war zunächst Bevollmächtigter Hamburgs beim Bund, bevor er 1970 das Amt des Justizsenators übernahm. 1973/74 war er schließlich noch einmal einige Monate „Bundesratssenator“. Bei der Bürgerschaftswahl in Hamburg 1970 wurde er für eine Wahlperiode in das Landesparlament gewählt. Ab dem 19. Februar 1971 ruhte das Mandat jedoch nach einer Verfassungsänderung wegen der Zugehörigkeit zum Senat.
Nach seinem Ausscheiden aus dem Senat arbeitete Heinsen wieder als Rechtsanwalt, nahm jedoch weiterhin ehrenamtliche Funktionen wahr, zum Beispiel in der Hamburger Justizdeputation (bis 1982) sowie im Rundfunkrat der Deutschen Welle (bis 1977).
Ernst Heinsen starb am 7. Januar 2013 im Alter von 88 Jahren.